# Fronteira Bangladesh–Índia
A fronteira entre Bangladexe e Índia é a linha muito sinuosa que limita os territórios do Bangladexe (ou Bangladesh) e da Índia. Mesmo contornando um país relativamente pequeno, era uma das mais complexas e a quinta mais extensa do mundo devido à existência de numerosos enclaves e exclaves (cerca de 200), por vezes com vários graus de profundidade.
Em 31 de julho de 2015, Índia e Bangladexe entraram em um acordo, pondo fim a um problema que se arrastava desde os anos 1970 e assim, mais de 50 mil pessoas apátrida, que viviam nestes enclaves, tiveram o poder de escolha à qual nação pertenceriam, já que até esta data, essas pessoas eram privadas de acesso a serviços básicos, como educação, saúde e serviços públicos em geral.

## Enclaves
Esses Enclaves Índia-Bangladesh ficavam no estado indiano de Bengala Ocidental, o qual comportava 92 enclaves do Bangladesh. Havia mais 106 enclaves indianos em Bangladesh. Para complicar, 3 enclaves indianos estavam no interior de enclaves bengalis, e 21 enclaves bengalis estavam no interior de um enclave indiano. Ainda, um dos enclaves indianos ficava no interior de um enclave bengali que por sua vez estava no interior de um enclave indiano.

## Trajeto

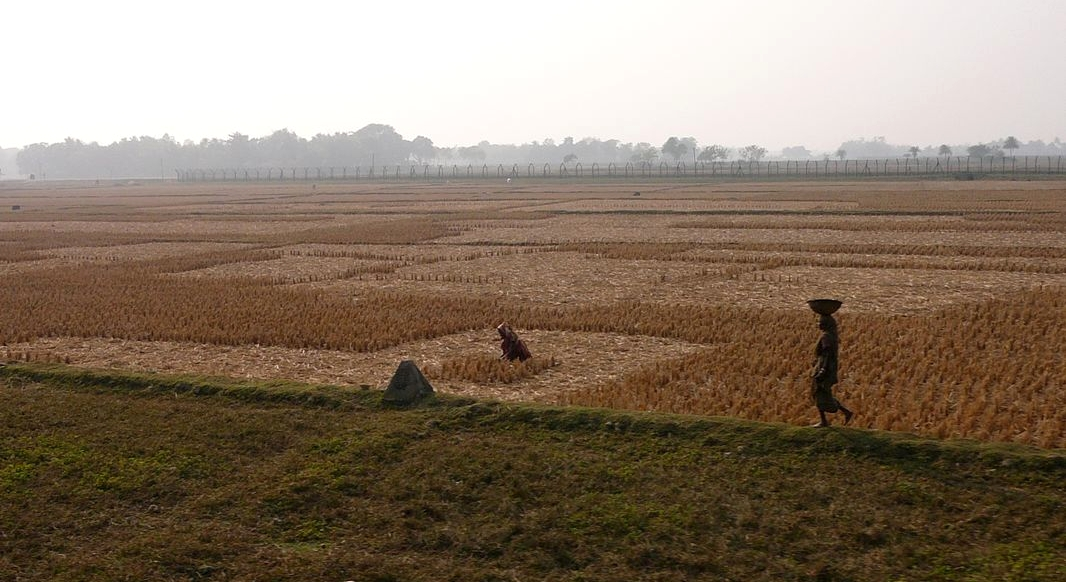
Muro de separação da fronteira, visto do lado do Bangladexe.

A complexa situação histórica e política da região resultou, além dos enclaves, numa fronteira muito sinuosa. A mesma pode ser descrita pela divisão em alguns trechos, a saber:
- Sul - Norte: do mar, oeste do Delta do Ganges, vai rumo ao norte por cerca de 600 km, separando a Divisão bengali de Khulna de Bengala Oriental (Índia), até encontrar o Rio Ganges. Daí, segue o curso desse rio rumo ao noroeste por uns 200 km, já separando Bengala Oriental da divisão bengali de Rajshahi. Nesse trecho passa próximo à cidade de Rajshahi.
- Sinuoso S-N: ainda separando Rajshani de Bengala Oriental, há mais três trechos (250 a 400 km cada), um para nordeste, um para noroeste, outro para nordeste, até chegar ao extremo norte de Bangladexe, quase junto ao sudeste do Nepal.
- Oeste - Leste: entre Rajshani e Bengala Oriental, um trecho sinuoso de 400 km no extremo norte de Bangladexe junto ao qual ficam os 198 enclaves.
- Norte - Sul: ao longo dos rios Yamuna-Bramaputra a linha divisória segue 150 km para o sul, passando por Gaibandha (Bangl.), separando o nordeste de Rajshani de Megalaia (Índia).
- Oeste - Leste: trecho com cerca de 600 km passando ao sul do Himalaia oriental, separando as divisões bengalis Daca e Sylhet de Megalaia, indo ao extremo nordeste de Bangladexe.
- Nordeste - Sudoeste, depois Sul, depois Nordeste: trecho com cerca de 700 km, separando curto trecho de Assão e quase todo contorno de Tripurá (estados da Índia) de Chatigão (Bangl.)
- Norte - Sul: trecho final, separa Chatigão de Mizorão (Índia) e do extremo noroeste de Mianmar em trecho bem sinuoso, passando por Teknaf (Bangl.), até chegar ao golfo de Bengala.